# Рейтарська, 9
Кам'яни́ця Кия́ки (подві́р'я з крука́ми) — колишній прибутковий будинок, розташований у Києві, на Рейтарській вулиці, 9.
За визначенням дослідників, будинок — цінний витвір київського архітектора ХІХ сторіччя Олександра Шіле.
Стіна однієї з будівель у подвір'ї розписана муралом.

## Історія ділянки

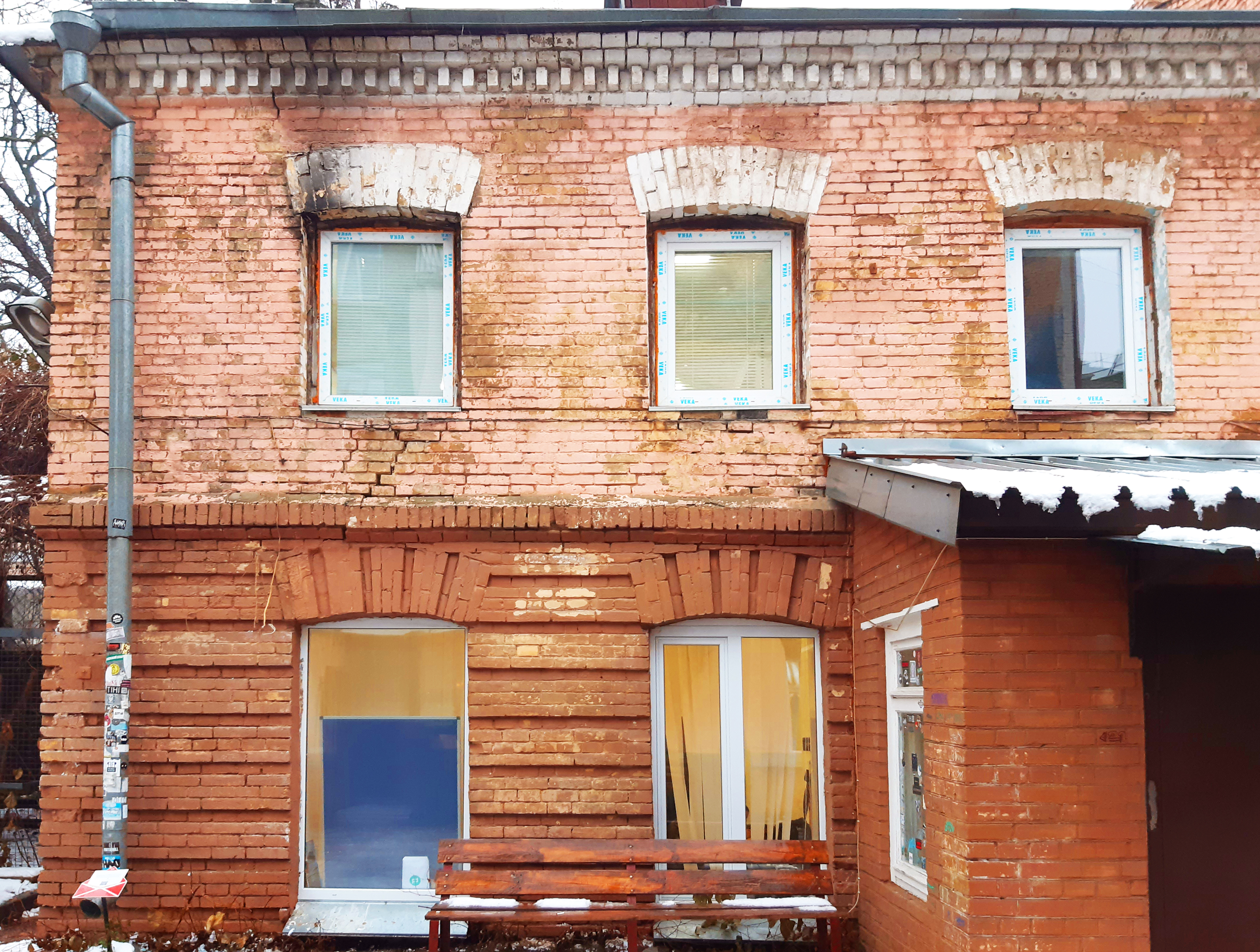
Флігель — перша цегляна будівля у кварталі

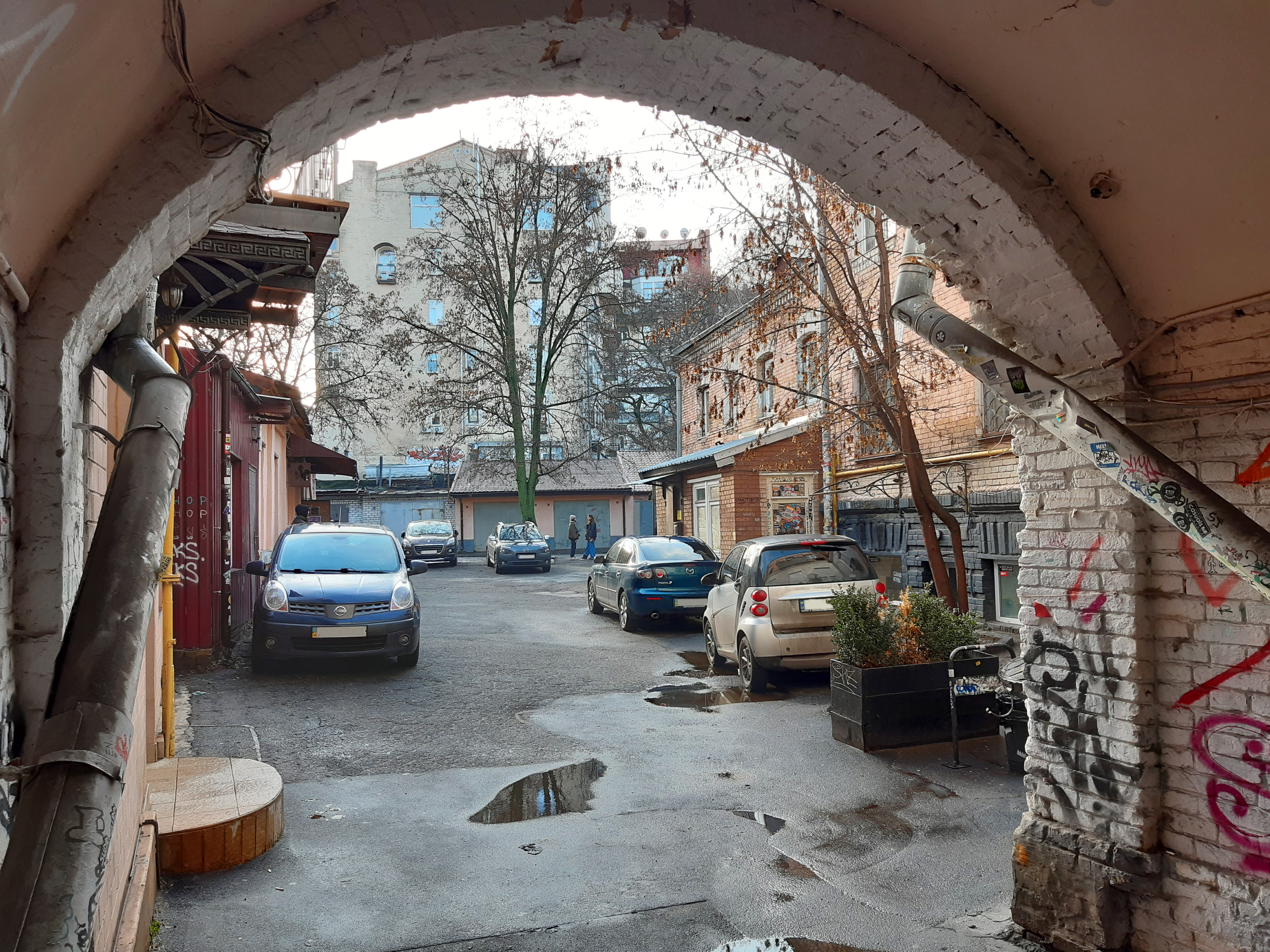
Подвір'я

На початку ХІХ століття садиба об'єднувала кілька ділянок — від № 9 до № 15. Нею володіли поміщики Білозерські. Дев'ята виокремилась у 1830-х роках. 1862 року її придбав паламар Георгіївської церкви Яків Кияка. Він володів одноповерховим дерев'яним будинком, який виходив фасадом на вулицю, і двоповерховим цегляним флігелем, першою в кварталі цегляною спорудою. Ця будівля збереглась у північно-західному дворовому крилі.
1873 року власник розпочав добудовувати до флігеля цегляну двоповерхову кам'яницю за проєктом Олександра Шіле. Архітектор також керував будівельними роботами. У будинку і флігелі розпланували по чотири квартири, у яких було від двох до п'яти кімнат.
Станом на 1884 рік у садибі був сад площею 400 квадратних сажнів. У подвір'ї стояла дерев'яна стайня. Каретня спочатку була також дерев'яною, а у 1890-х роках її спорудили цегляною за проєктом архітектора Андрія-Фердінанда Краусса (не збереглась).
Родина Кияків, якій ділянка належала до 1916 року, здавали кімнати в оренду. 1912 року приміщення вийняла будівельна контора відомого тоді архітектора Йосипа Зекцера, яка розпочала в цей час забудову садиби Товариства швидкої медичної допомоги на Рейтарській вулиці, 22.
Близько 1922 року садибу націоналізувала радянська влада. 1939 року у чоловому будинку надбудували третій поверх.
У подвір'ї були голуб'ятники, на місці яких у 2000-х роках збудували гаражі.
13 квітня 2018 року на сайті OLX опублікували оголошення про продаж за 1 мільйон доларів на Рейтарській, 9, ділянки площею 24 сотки із трьома будинками, загальною площею 450 квадратних метрів. Про намір продати історичне подвір'я повідомили кілька київських видань, що, зрештою, викликало широкий резонанс. Лунали припущення про зведення на цьому місці десятиповерхової комерційної будівлі. Згодом київська влада заявила, що дозволу на будівництво не давала.

## Архітектура

Графіті на стінах у проїзді

Кам'яниця — триповерхова (первісно двоповерхова), цегляна, пофарбована, П-подібна у плані будівля. Має вальмовий дах на дерев'яних кроквах, бляшане покриття, пласкі, дерев'яні перекриття, льох. Балкон на центральній осі і шатрова дахова вежа втрачені.
Фасад вирішений у стилі історизму з елементами неоренесансу. Його композиція симетрична.
Площина розділена міжповерховими гуртами. Міжвіконня оздоблені рустованими лізенами. Декорування цегляне.
На центральній осі — арковий проїзд. Перекриття над ним у вигляді цегляного склепіння з розпалубками. Аркове вікно другого поверху спочатку було виходом на балкон. Його фланкують тричвертєві колони тосканського ордера. Інші віконні прорізи й вхідні отвори найстарішої двоповерхової частини будинку прямокутні, із замковими каменями. Сходові клітки розташовані асиметрично.

## Подвір'я з круками

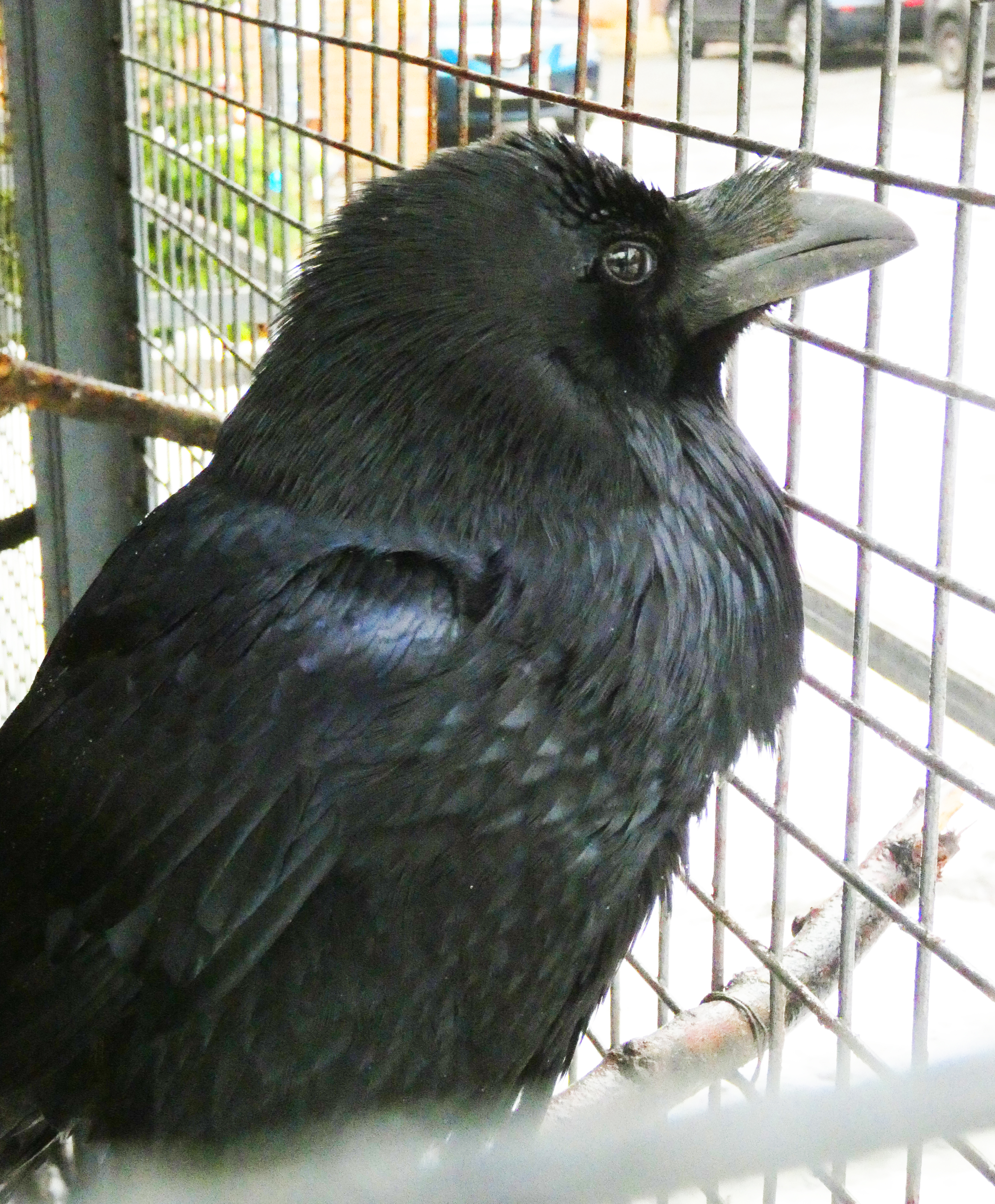
Крум, найстаріший крук у вольєрі

Фрагмент вірша О. Ільченка про круків. Проєкт «Читати Київ»

Подвір'я серед киян і туристів відоме як дворик із круками. За розповіддю старожилів, круки спочатку жили у квартирі. Але одного разу вони вискочили з клітки і пороздирали подушки і меблі. Господар, жінка якого зажадала, щоб птахів більше не було вдома, 1991 року зробив у подвір'ї вольєр і поселив туди чотирьох воронів. За пізнішими версіями екскурсоводів, господарем круків був місцевий кримінальний авторитет.
2010 року невідомі розламали клітку і випустили птахів. Однак три з них — Крум (Корбін), Кирило і Карлуша — повернулись назад.
«Трійці чорнокрилів» київський поет Олесь Ільченко присвятив свій вірш «Ті круки, що на Рейтарській живуть». Цей твір вміщений у «Київському листі» — табличці з QR-кодом, яку встановили у дворі в рамках проєкту «Читати Київ». Усього по Києву — 20 таких табличок-листів із цитатами українських поетів і письменників про місто та його найцікавіші місця.
Подвір'я з круками перетворилось на одну з туристичних знадинок на Рейтарській вулиці. Круки стали такими відомими, що про смерть Карлуши повідомили навіть засоби масової інформації, а про Крума згадували у «The New York Times».
Зранку 16 липня 2023 року виявили, що Крум зник, а клітка відчинена. Але згодом там знову оселився ворон.

## Мурал

Мурал «Вісник життя»

2015 року харківському художнику Олександру Брітцеву запропонували розписати тильну стіну сусіднього будинку (№ 7-б), яка виходить у подвір'я з круками. Стрит-артер спочатку на полотні олією намалював ескіз, витративши на це два тижні. А згодом, у листопаді, упродовж десяти днів створив мурал «Вісник життя», розміром 12 на 12 метрів. На ньому зображені чорні круки. З-поміж них виділяється біла ворона. За словами мураліста, це — символ мудрості та добрих звісток.